# إدغار كوتو
إدغار كوتو (بالإسبانية: Edgar Aroldo Cotto Gonzalez)‏ هو لاعب كرة قدم غواتيمالي في مركز الوسط، ولد في 27 يناير 1984 في Asunción Mita ‏ في غواتيمالا. شارك مع منتخب غواتيمالا لكرة القدم. أما مع النوادي، فقد لعب مع ديبورتيفو بيتابا وكوبان إمبيريال ونادي كوميونيكيشنس.

## وصلات خارجية
- إدغار كوتو على موقع قاعدة بيانات كرة القدم.إي يو (الإنجليزية)
- إدغار كوتو على موقع ناشيونال فوتبول تيمز (الإنجليزية)
- إدغار كوتو على موقع Soccerway.com (الإنجليزية)